# Нейчино
Нейчино (на македонска литературна норма: Нејчино) е бивше село в Северна Македония, разположено на територията на община Босилово, Струмишко.

## География
Селото е било разположено в Струмишкото поле на пътя Босилово – Радово, от лявата му страна. На север е Старо Балдовци.

## История
През XIX век Нейчино е малко чисто българско село, числящо се към Струмишката кааза на Османската империя. В „Етнография на вилаетите Адрианопол, Монастир и Салоника“, издадена в Константинопол в 1878 година и отразяваща статистиката на населението от 1873 година, Найчило (Naïtcilo) е посочено като село с 10 домакинства, като жителите му са 32 българи. По сведения на митрополит Герасим Струмишки селото е изселено в края на XIX век. В „Материали по географията. Струмишко“, издадени през 1896 и 1897 година, той отбелязва, че Нейчино „има само нѣколко кѫщи безъ да живѣе нѣкой въ тѣхъ“.